# Black Pearl (schip, 2017)

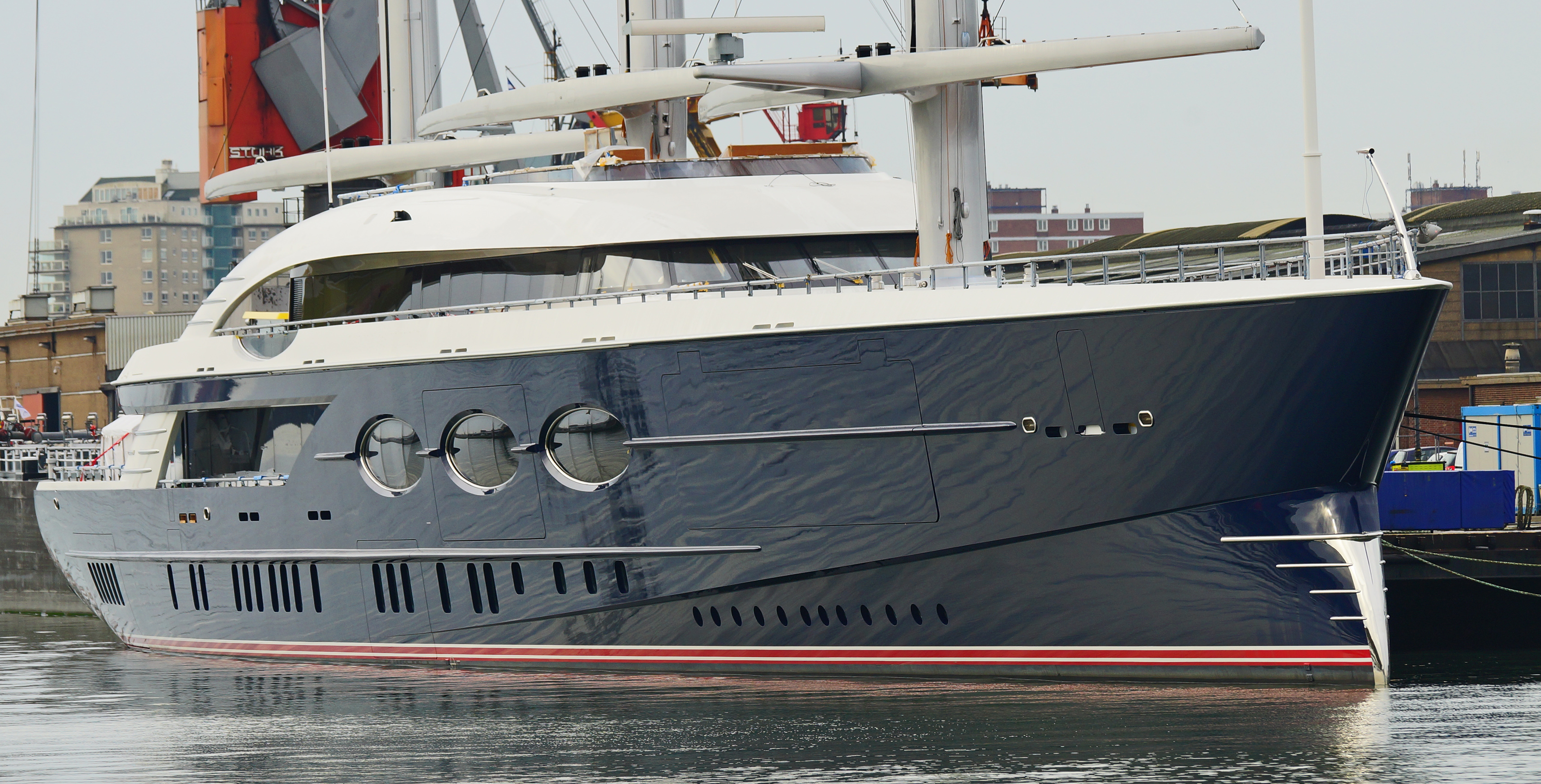
De Black Pearl in de Merwehaven

De Black Pearl is een door Dykstra Naval Architects ontworpen en in Nederland gebouwd zeilschip bedoeld als jacht. Het was op het moment van oplevering het grootste zeiljacht ter wereld.
In 2016 was de bij OceAnco in Alblasserdam voltooide romp onder de werknaam "Y712" klaar. Na het plaatsen van de masten en diverse proefvaarten werd het jacht in 2017 opgeleverd.
Een bijzonderheid aan dit jacht is dat er drie doorontwikkelde koolstofvezel DynaRig-masten – zoals ook op de Maltese Falcon toegepast – maar dan 70 meter hoog op geplaatst zijn. De zeilen worden elektrisch in en uit de mast gerold en verder bestuurd met de elektrisch/hydraulisch draaibare masten.

De romp van het jacht is van staal, de bovenbouw van aluminium.
Veel bekende regeneratieve technologieën zijn in het jacht verwerkt. Dit zijn onder meer het opwekken van elektriciteit met de schroef – bedoeld om de elektrische systemen aan te drijven – een warmte terugwinningssysteem, energieopslag in batterijen en zonnecellen die in het zeil zijn verwerkt. De ontwerpers pretenderen hiermee de kleinste ecologische voetafdruk van dergelijk groot zeiljacht te hebben gecreëerd.'

Volgens de marketing manager van OceAnco zou het jacht mogelijk zo’n 200 miljoen euro kosten. Het jacht is eigendom van een Russische miljonair.